# Kiotói metró
A kiotói metró (japánul 京都市営地下鉄, átírással Kiotó-siei csikatecu) Kiotó metróhálózata. 1981-ben adták át. Üzemeltetője a Kyoto City Transportation Bureau nevű vállalat. A hálózat 2 vonalból áll, teljes hossza 31,2 km. 2023-ben 135 020 000 utast szállított.

## Viszonylatok
A metróhálózat két vonalból áll: a zöld színű 13,7 kilométer hosszú, 15 megállóval rendelkező Karaszuma vonal, és a cinóber színű 17,5 kilométer hosszú, 17 megállós Tózai vonal. Egy közös megállójuk van, a Karaszuma Oike.